# پنتا (کشتی‌گیر)
پنتا (انگلیسی: Pentagón Jr.؛ زادهٔ ۲۶ فوریهٔ ۱۹۸۵) کشتی‌گیر حرفه‌ای نقاب‌دار اهل مکزیک است. او با کمپانی دبلیودبلیوئی (WWE) قرارداد دارد و در برند راو (Raw) با نام «پنتا» روی رینگ اجرا می‌کند.